# Haute-Loire
Haute-Loire är ett franskt departement i regionen Auvergne-Rhône-Alpes. Huvudort är Le Puy-en-Velay. Departementet har fått sitt namn efter floden Loire.